# Mericisca scobina
Mericisca scobina là một loài bướm đêm trong họ Geometridae.